# Raphiophora vitrea
Raphiophora vitrea är en insektsart som först beskrevs av Hermann Rudolph Schaum 1850.  Raphiophora vitrea ingår i släktet Raphiophora och familjen Dictyopharidae. Inga underarter finns listade i Catalogue of Life.